# Indie na Letních olympijských hrách 1964
Indie se účastnila Letní olympiády 1964 v japonském Tokiu. Sportovci získali jednu zlatou medaili.

## Medailisté
| Medaile | Jméno | Sport         | Soutěž      |
| ------- | --- | ------------- | ----------- |
| Zlato   | Singh Harbinder Shankar Laxman Lal Mohinder Hari Pal-Kaushik Bandu Patil V.J. Peter Ali Sayeed Charanjit Singh Darshan Singh Dhara Singh Gurbux Singh Jagjit Singh Joginder Singh Udhum Singh Prithipal Singh | Pozemní hokej | turnaj mužů |